# Penny
Penny или Penny Market (в Баварии и Австрии Penny Markt) — немецкая сеть супермаркетов-дискаунтеров со штаб-квартирой в Кёльне и управляющая более 3550 магазинов по всей Европе. Компания была основана Leibbrand Gruppe в 1973 году, а с 1989 году полностью принадлежащая Rewe Group. В 2005 году французская сеть магазинов была выкуплена Carrefour и переформатирована в магазины Ed. В настоящее время кроме Германии, магазины сети работают в Австрии, Чехии, Италии, Венгрии, Болгарии и Румынии.

## История
17 мая 1973 года Leibbrand Gruppe открыла первый магазин Penny в центре Лимбург-ан-дер-Лане. Магазин оказался успешным, что побудило владельцев открыть дополнительные магазины под этим брендом. Penny стал быстро развивающейся сетью супермаркетов-дискаунтеров и привлёк к себе внимание Rewe Group, которая в 1974 году приобрела долю в компании. В 1989 году Leibbrand (включая сеть Penny, которая приносила большую часть продаж) была полностью поглощена Rewe Group. После «Publisher» Германии магазины Penny появились в новых федеральных землях.